# Carmen Delgado
Carmen Delgado  (7 de mayo de 1957, México), es una actriz mexicana.

## Filmografía

### Cine
- Contracorriente (2006)

### Televisión
- (2024) El Conde: amor y honor ... Gitana
- (2023) Esta historia me suena[1]
- (2022) Un día para vivir ... Delia[2]
- (2022) La madrastra ...  Teniente Acuña
- (2022) ¿Quién mató a Sara? .... Enfermera[3]
- (2021) Fuego ardiente ... Marcela
- (2020) Madre sólo hay dos ... Abogada Laura
- (2017) La hija pródiga ... Lucía "Lucha" Arenas vda. de Mendoza
- (2016) La querida del Centauro ... Lola
- (2015) Así en el barrio como en el cielo ... Liliana Mejía "La Pechu"
- (2014) Amigas y conocidas
- (2013) Vivir a destiempo ... Soledad "Chole" Sierra
- (2012) Amor cautivo ... Paula Manríquez
- (2011) Emperatriz ... Graciela "La Gata" Mendoza
- (2009) Vuélveme a querer ... Rosa María
- (2008) Pobre rico, pobre ... Lucero
- (2007) Bellezas indomables ... Carmen Vda. de López
- (2006) Montecristo ... Helena
- (2004) Belinda ... Gardenia
- (2001) Cuando seas mía ... Constanza de Sandoval
- (2001) Súbete a mi moto ... Carmen / Adela
- (2001) Como en el cine ... Aracely
- (2000) Tío Alberto ... Vanessa
- (1999) Háblame de amor ... Esther
- (1999) Yacaranday ... Cecilia Alcázar Robles
- (1998) La casa del naranjo ... Fidela
- (1997) Demasiado corazón ... Tamara
- (1994) A flor de piel ... Silvia
- (1989) El cristal empañado ... Marisela
- (1987) La indomable ... Cristina
- (1984) Aprendiendo a vivir ... Raquel
- (1980) Caminemos ... Pily

### Series
- (2018) Sin miedo a la verdad ... La Parka
- (2016) Un día cualquiera
- (2016) Muñecas que cobran vida ... Ingrid
- (2016) Las suegras ... Lydia
- (2016) La muerte como mejor solución ... Lucía
- (2016) Misoginia ... Virginia
- (2003) Desde Gayola ... "La Chata"
- (2001) Lo que callamos las mujeres ... Olga

### Otras apariciones
- La Academia (2008) ... Docente de actuación